# Рассохина, Раиса Фёдоровна
Раиса Фёдоровна Рассохина — советский хозяйственный деятель, полный кавалер ордена Трудовой Славы.

## Биография
Родилась в 1939 году в Московской области. Член КПСС.
В 1957—1959 — счетовод отдела социального обеспечения Калининского райисполкома города Москвы.
В 1959—1962 — монтажница завода «Радиоприбор».
В 1962—1963 — электромонтажница завода № 160 в городе Москве.
В 1963—1978 — электромонтажница, монтажница радиоаппаратуры и приборов завода № 703 ГКЭ / завода «Салют» МПТО «Салют», в 1978—1994 — мастер, старший мастер монтажного участка цеха электроэлементов завода «Салют» Московского производственного объединения «Салют» Министерства судостроительной промышленности СССР.
Указами Президиума Верховного Совета СССР от 25 апреля 1975 года и 29 января 1981 года соответственно за досрочное выполнение социалистических обязательств награждена орденами Трудовой Славы III и II степеней.
Указом Президиума Верховного Совета СССР от 26 февраля 1988 года награждена орденом Трудовой Славы I степени, став полным кавалером ордена Трудовой Славы.
Делегат XIX конференции КПСС.
Живёт в Реутове.